# 迪科
迪科（法語：Ducos，法語發音：[dykɔs]）是法国海外省马提尼克的一个市镇，属于勒马兰区。

## 地名
该市镇原名“特鲁欧沙”（Trou-au-chat），1855年更名为“迪科”以纪念法国政治家泰奥多尔·迪科。

## 地理
迪科（14°34'33"N, 60°58'33"W）面积37.69 平方千米，位于法国海外省马提尼克。
与迪科接壤的市镇（或旧市镇、城区）包括：勒弗朗索瓦、勒拉芒坦、里维耶尔萨莱、圣埃斯普里。
迪科的时区为UTC−04:00（大西洋时区）。

## 行政
迪科的邮政编码为97224，INSEE市镇编码为97207。

## 政治
迪科的现任市长为奥雷莉·内拉（Aurélie Nella）女士，任期为2020-2026年。

## 人口

1962-2008年间勒莫讷鲁日人口变化图示

迪科于2022年1月1日时的人口数量为17837人。